# 哈瑟河

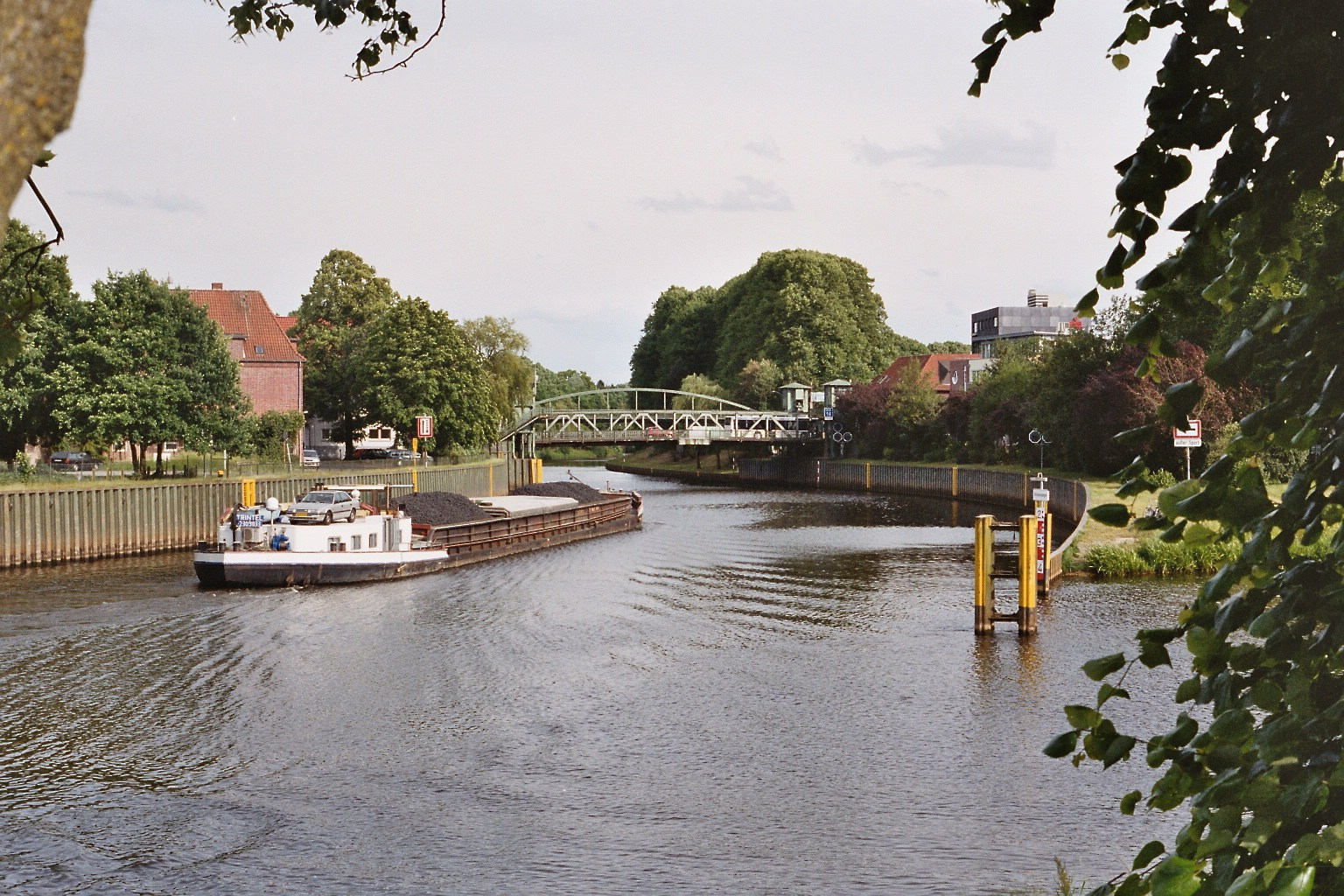

哈瑟河（德語：Hase，發音：[ˈhaːzə] ⓘ）是德國的河流，位於下薩克森州，屬於埃姆斯河的右支流，河道全長169.6公里，流域面積3,086平方公里，發源自條頓堡森林，河口處在基希伦根。